# Ave, Caesar, morituri te salutant
Ave, Caesar, morituri te salutant (У преводу Аве, Цезаре, поздрављају те они који ће умрети) је фраза на латинском језику из времена античког Рима, којом би гладијатори поздрављали цара пре почетка борбе. У раним писаним изворима ову фразу помиње само Светоније, у својем опису живота царева Рима.